# كيارني بارتون
كيارني بارتون (بالإنجليزية: Kearney Barton)‏ هو منتج أسطوانات وملحن أمريكي، ولد في 29 ديسمبر 1931 في أوريغون في الولايات المتحدة، وتوفي في 17 يناير 2012.

## روابط خارجية
- كيارني بارتون على موقع IMDb (الإنجليزية)
- كيارني بارتون على موقع ميوزك برينز (الإنجليزية)